# کوه برنگان
 کوه برنگان یک کوه در البرز مرکزی رشته کوه البرز در استان البرز ایران است. این کوه ۲۰۸۴ متر ارتفاع دارد.